# George Boyle (6e comte de Glasgow)
George Frederick Boyle, 6e comte de Glasgow (9 octobre 1825-23 avril 1890) est un noble écossais. 

## Biographie
Il est le fils de George Boyle (4e comte de Glasgow) et Julia Sinclair, fille de John Sinclair, 1er baronnet. 
En février 1847, il voyage avec Frederick Hamilton-Temple-Blackwood, 1er marquis de Dufferin et Ava à Skibbereen dans le comté de Cork pour essayer d'aider les victimes de la Grande Famine en Irlande. Lord Dufferin a laissé un mémoire de leur voyage intitulé Narrative of a Journey from Oxford to Skibbereen during the Year of the Irish Famine publié en 1847. 
Il épouse Montague Abercromby (1835-1931), fille de George Abercromby (3e baron Abercromby) et Louisa Penuel Forbes, le 29 avril 1856. Ils ont deux filles : 
- Gertrude Julia Georgina Boyle (15 novembre 1861 - 12 décembre 1950); épouse Thomas Cochrane (1er baron Cochrane de Cults), et ont huit enfants.
- Muriel Louisa Diana Boyle (18 novembre 1872 - 3 avril 1915); morte célibataire

Il est élu lors d'une élection partielle en février 1865 comme député de Buteshire, mais n'occupe le siège que jusqu'aux élections générales de juillet 1865. 
Il succède comme comte à son demi-frère le 11 mars 1869. Il occupe les postes de sous-lieutenant de Fife et Renfrewshire et de Lord Clerk Register of Scotland de 1879 jusqu'à sa mort. 
Il est décédé à 64 ans, sans descendant masculin. À sa mort, la baronnie britannique de Ross of Hawkhead s'éteint. 

## Religion
Boyle est un épiscopalien et est un associé de longue date de l'évêque Alexander Penrose Forbes et un partisan de ses vues. La correspondance entre les deux hommes est conservée aux archives de l'Université de Dundee. En 1848, il fonde une école chorale rattachée à l'église de St. Andrews, Millport. Il poursuit cela en 1849 en fondant et en dotant le Collège épiscopal et la collégiale du Saint-Esprit, Cumbrae. Le Collège est achevé en 1851 selon les plans de William Butterfield et est ensuite affilié à l'Université de Durham sous le nom de Cumbrae Theological College. Alors que la collégiale est élevée au rang de cathédrale d'Argyll et des îles en 1879, le collège ferme finalement ses portes en 1888. 